# حمودة باشا الحسيني
سيدي حمودة باشا باي أو حمودة باشا بن علي أو حمودة باشا باي تونس من 14 جمادى الآخرة 1196هـ إلى 1 شوال 1229هـ (26 مايو 1782م إلى 15 سبتمبر 1814م)، وهو أعظم بايات العرش الحسينيّ و خامس بايات تونس.

## عهده

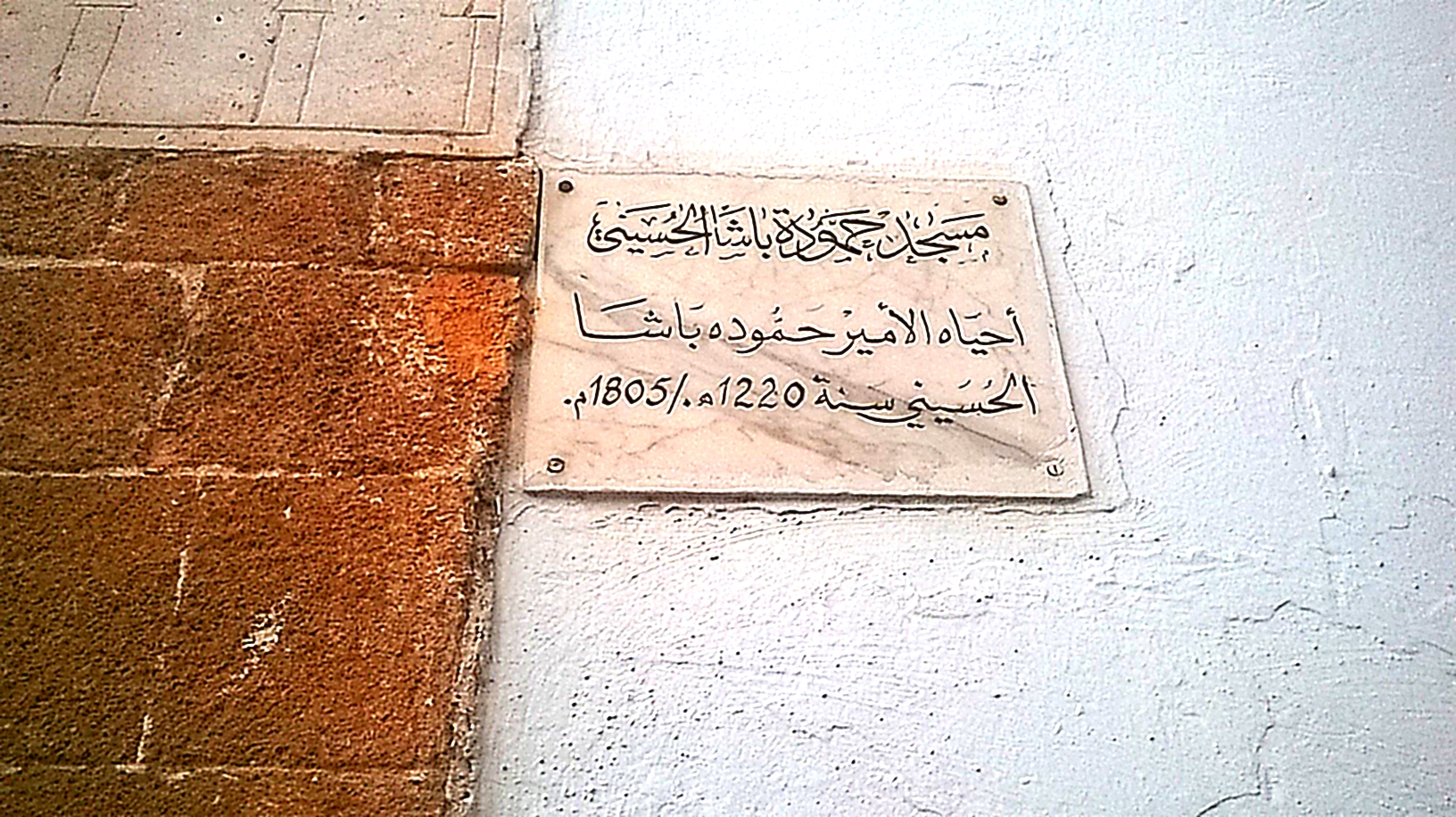
لوحة تذكارية لمسجد حمودة باشا الحسيني.

♦ تميّزت فترة حُكْمِهِ بالازدهار والاستقرار وعرَفَتْ فيها البلادُ نهضة اقتصاديّة واجتماعيّة ظهرت في عديد الميادين كما ازدهرت في عهد حمودة باشا نشاط القرصنة والتجارة البحرية والصناعة التونسية المحلية التي كانت تتصدّر لأوروبا وباقي الحوض المتوسطي، كما عرفت البلاد استقرار داخلي بفضل اعتدال وحكمة حمودة باشا وسياسة التحالف مع الأعيان المحليين وشيوخ العروش
♦ أعلن حمودة باشا الحسيني الحرب على البندقية عام 1198هـ (1784م) بسبب استيلاء سلطات البندقية في مالطة والأهالي على مركب تجاري تونسي وحرقوا حمولة سفينتهم (بحجة أن تونس كان فيها طاعون)، طالب حمودة باشا إثر الحادثة حكومة البندقية بتعويض التجار التونسيين؛ إلاّ أن التسويف والمُماطلة من جانب البنادقة أدت إلى تعكير العلاقات بين البلدين، انتهت الحرب بانتصار تونس عام 
1206هـ (1792م) ودفعت البندقية تعويضات كبيرة وهدايا ثمينة جدًا للباي
و في عام 1207هـ (1793م) أعلن حمودة باشا الحرب على طرابلس، بعد هجوم الوالي العثماني علي برغل على جزيرة جربة واحتلالها، انتهت الحرب في سنة 1208هـ (1794م) بهزيمة وهروب الوالي العثماني لمصر وتنصيب حاكم موالي للمملكة التونسية على طرابلس هو أحمد بيك القرمنلي كما انتصر على الجزائر عام 1221هـ (1807م) وتدعم كذلك استقلال البلاد السياسي والاقتصادي إزاء أوروبا

## وفاته
قُتل حمودة باشا مسموما ببيت الباشا بقصر باردو في آخر يوم من رمضان 1229هـ (15 سبتمبر 1814م) حيث قام قائد المملوكين البيض، النابولي ماريانو ستينكا، بدس السم في قهوته بمساعدة الطبيب مندريتشي.

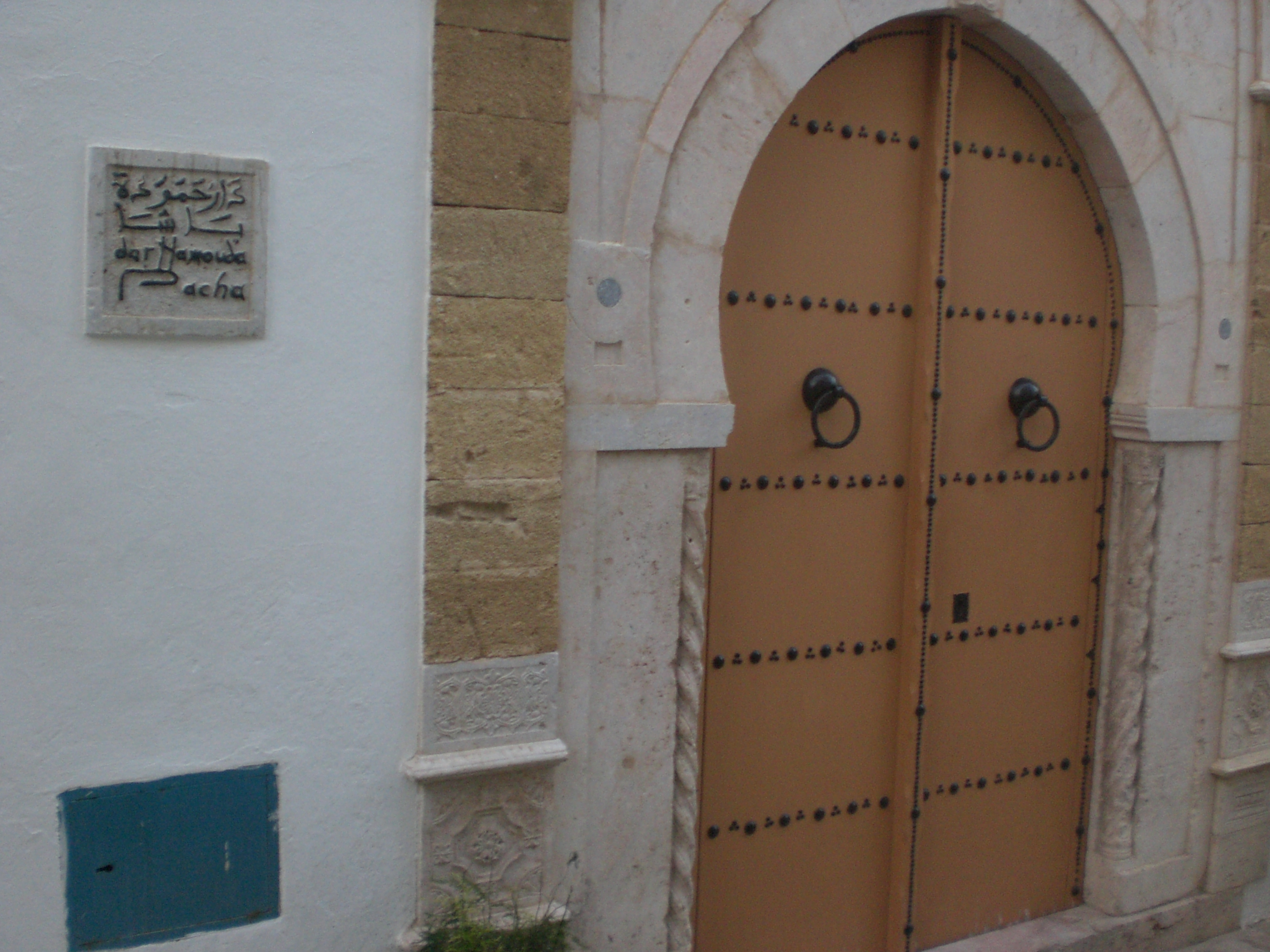
دار حمودة باشا بنهج سيدي بن عروس بتونس
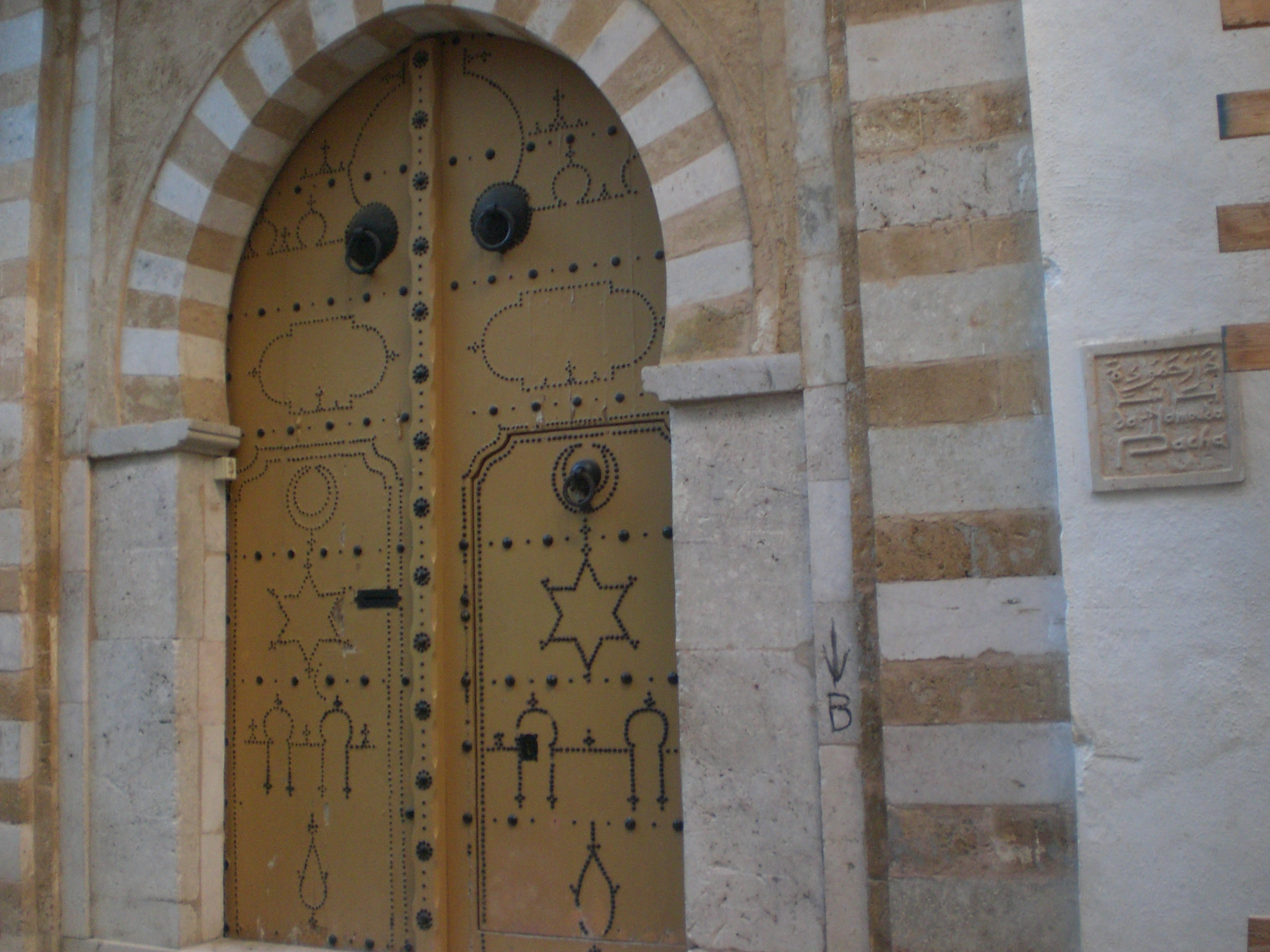
مدخل آخر لدار حمودة باشا